# Municipio de Totontepec Villa de Morelos
El municipio de Totontepec Villa de Morelos es uno de los 570 municipios en que se encuentra dividido el estado mexicano de Oaxaca, ubicado en la Sierra Mixe, su cabecera es el pueblo del mismo nombre.

## Toponimia
Anyukojm es el nombre original en mixe del pueblo de Totontepec. Este nombre, que significa "cerro de la casa y fortaleza del trueno" en español, tiene una gran relevancia histórica y cultural ya que nos remite a la fundación del pueblo.
Los antepasados de Totontepec eligieron este lugar para establecerse debido a la presencia de la gran Peña, Casa y Fortaleza del Trueno. Este lugar era visto como un símbolo de la divinidad creadora de lo que hay en la tierra y en el firmamento. Además, vieron en ella al guardián (tso’ok), un símbolo de fuerza asociado al poder del trueno y del rayo.
El nombre Anyukojm también se conoce como Anyukubajk o Anääkubajk en otras variantes poco utilizadas, todas con el mismo significado de "cabeza del trueno". En otros pueblos mixes, Totontepec es conocido como Anyikojm o Anyikubajk.
Según la opinión del señor Epifanio Noé Alcántara Gómez, la raíz anyi de estas variantes quizá provenga de fuego, calor, luz y todo aquello que se relacione con los efectos del rayo y el trueno. La región es templada, más tendiendo al frío que al calor, debido a la gran cantidad de humedad y la altura sobre el nivel del mar.
En nahua, los comerciantes (pochtecas) nombraron a Totontepec como Totonquitepetl, que significa "lugar caliente" o "cerro caliente". Este nombre se posee desde la época del imperio nahua (alrededor de 500 años a. C.) y refleja gran poder político, religioso, económico, cultural y comercial.

## Historia

### Época prehispánica
El origen de este Municipio es desconocido al igual que el de los otros pueblos mixes, aunque existen tres teorías del origen de los mixes: Una Inca del Perú, otra Europea y otra Olmeca.
El pueblo de Totontepec tiene más de 600 años de existencia, su primer sitio de asentamiento fue un lugar cercano conocido localmente como "El llano"; según una leyenda muy antigua describe que en ese lugar los niños tendían a enfermarse y fallecer, esto fue motivo de gran preocupación de los guías y dirigentes del pueblo, por lo que mandaron expediciones en búsqueda de tierras más saludables, encontrando así los dominios del Cerro del Rayo, quien por medio de su alma, indicó el lugar donde debería estar ahora, esto tuvo que ser antes de la llegada de los Españoles.

### Llegada de los españoles
En 1520 se reinicia una guerra entre zapotecos y mixes por la dominación de este territorio, misma que termina con la llegada de los españoles, se cuenta que el más grande dirigente Mixe Con-goy quien nunca fue vencido en las constantes luchas que emprendía en contra de otros pueblos principalmente contra los zapotecos fue quien dio batalla a los españoles y resultó vencedor por lo que los mixes son considerados un pueblo belicoso y son denominados Los no conquistados.

## Geografía
El municipio de Totontepec Villa de Morelos se encuentra localizado en la noreste del Estado de Oaxaca y en lo alto de la Sierra Mixe, forma parte de la Región Sierra Norte y del Distrito Mixe; tiene una extensión territorial de aproximadamente 318.95 kilómetros cuadrados, lo que representa el 0.33 % del total del territorio del estado. Se encuentra entre las coordenadas 17° 15'-17° 12' de latitud norte y 96° 02'-96° 09' de longitud oeste, la altitud de su territorio se encuentra entre 1 000 a 3 396 m s. n. m. (metros sobre el nivel del mar).
Limita al norte con el municipio de Santo Domingo Roayaga, al noreste con el municipio de San Juan Comaltepec y con el municipio de Santiago Choápam, al sureste con el municipio de Santiago Zacatepec, al sur con el municipio de Santa María Tlahuitoltepec y al suroeste con el municipio de Mixistlán de la Reforma; al oeste limita con el municipio de San Melchor Betaza y al noroeste con el municipio de San Andrés Yaá.

### Orografía e hidrografía
Enclavado en una de las zonas más elevadas de la Sierra Mixe, el territorio de Totontepec Villa de Morelos es sumamente accidentado, surcado por grandes montañas que dificultan las comunicaciones terrestres, la altitud varía de los 1 000 a los 3 396 m s. n. m. (metros sobre el nivel del mar), la principal elevación del municipio es el denominado Zempoaltépetl de Veinte Picos que es la segunda elevación montañosa más alta del estado de Oaxaca a una altitud de 3,396 m s. n. m. (metros sobre el nivel del mar). También se encuentra el Cerro Blanco este núcleo montañoso es parte de la Sierra Madre de Oaxaca y esta es continuación de la sierra madre Oriental. El cerro de "La Peña del Trueno" se localiza en donde se encuentra asentada la cabecera municipal, entre comunidades de San José Chinantequilla y Santiago Tonaguía se localiza el Cerro de Algodón, importante por su valor histórico y cultural.
Los principales ríos que se encuentran en este municipio son los siguientes: Río Toro, Río San José y Río Colorado.

### Características y usos de suelo
El tipo de suelo de esta región es el Luvisol – órtico con enriquecimientos de arcilla en el subsuelo, de fertilidad moderada, frecuentemente rojos o claros, que en ocasiones presentan tonos pardos o grises, sin llegar a ser muy oscuros. Generalmente se usan con fines agrícolas y son de fertilidad moderada.

## Clima
El municipio de Totontepec Villa de Morelos está ubicado sobre suelo un fértil con climas variados que van del semicálido y templado subhúmedo con lluvias en verano, con precipitación pluvial de 2 500 a 3 000 milímetros aproximadamente. En este municipio, localizado en la Sierra Norte, la temperatura promedio anual es de 17 °C.
|                        | ENERO | FEBRERO | MARZO | ABRIL | MAYO | JUNIO | JULIO | AGOSTO | SEPTIEMBRE | OCTUBRE | NOVIEMBRE | DICIEMBRE |
| ---------------------- | ----- | ------- | ----- | ----- | ---- | ----- | ----- | ------ | ---------- | ------- | --------- | --------- |
| Temperatura media (°C) | 8,1   | 10,9    | 12,7  | 13,4  | 14,6 | 17,8  | 19,0  | 20,6   | 20,5       | 19,5    | 18,4      | 17,4      |
| Máxima (°C)            | 11    | 13      | 14    | 20    | 20,1 | 18    | 18    | 17     | 17         | 16      | 16        | 15        |
| Mínima (°C)            | 8     | 10      | 12    | 14    | 15   | 16    | 15    | 15     | 14         | 13      | 11        | 9         |
| precipitación (mm)     | 104   | 109     | 170   | 148   | 812  | 3000  | 956   | 1104   | 2500       | 1951    | 1000      | 500       |

## Flora y fauna
Flora 
En cuanto a la vegetación de este Municipio el bosque es mesófilo de montaña: con árboles de encinos, yabito, palo de águila y quaile. 
Flores: azucena, gladiola, hortensia, tulipán, bugambilia, geranios, alcatraces, aretillo, agarrando. 
Plantas comestibles: el huele de noche, el popuchu, el quintonil, la guía de chayote, mostaza, acelga, col criolla y coliflor. 
Árboles: encino, pino, ocote y palo de águila. 
Frutos: naranja, plátano, limón dulce, zapote negro, chico zapote, piña y mamey. 
Fauna 
Aves silvestres: pavo real, chachalaca y perico. 
Reptiles: coralillo, dormilona y nahuyaca. 
Animales domésticos: caballos, vacas, peliguey, perros, pollos, guajolotes, patos y gatos.

## Demografía
De acuerdo a los resultados del Conteo de Población y Vivienda de 2010 realizado por el Instituto Nacional de Estadística y Geografía, la población total de Totontepec Villa de Morelos es de 4780 habitantes, de los cuales 2 184 son hombres y 2 596 son mujeres; por lo que el 49.2 % de los habitantes son de sexo masculino, la tasa de crecimiento poblacional de 2005 a 2010 ha sido del 4.2 %, el 36.6 % de los pobladores son menores de 15 años de edad, mientras que entre esa edad y los 64 años se encuentra el 57.2 % de los pobladores, el 36.1 % de los habitantes residen en localidades que superan los 2 500 habitantes y el 98.3 % de los pobladores mayores de cinco años de edad son hablantes de alguna lengua indígena.

### Grupos étnicos
El 98.5 % de los pobladores de más de cinco años de edad del municipio de Totontepec Villa de Morelos son hablantes de alguna lengua indígena, en 2005 este porcentaje equivale a un total de 4 030 habitantes, de ellos 1 249 son hombres y 2 781 son mujeres, 3 689 son bilingües al español, 2 082 son monolingües y 14 no especifican dicha condición de bilingüismo.
De los 4 030 hablantes de lengua indígena, 3 860 lo son de idioma mixe, 24 de lenguas zapotecas y 11 de lenguas mixtecas, además, 22 no especifican cual es su lengua materna.

### Localidades
En el municipio de Totontepec Villa de Morelos se localizan 4 agencias municipales y 6 agencias de policía, las principales se enlistan a continuación:
| Localidad                   | Población |
| Total Municipio             | 5 598     |
| Totontepec Villa de Morelos | 1 684     |
| San Francisco Jayacaxtepec  | 816       |
| Santa María Tiltepec        | 591       |
| Santiago Tepitongo          | 508       |
| Chinantequilla              | 507       |
| Santa María Ocotepec        | 288       |

## Política
El municipio de Totontepec Villa de Morelos es uno de los 424 municipios oaxaqueños en regir su gobierno por el sistema denominado de usos y costumbres, mediante el cual la elección y el funcionamiento de las autoridades municipales no se apega a los sistemas políticos vigentes en el resto del esto y el país, sino a las tradiciones ancestrales de los habitantes de la región, apegándose a su cultura; el ayuntamiento está conformado por el presidente municipal, el síndico y un cabildo formado por tres regidores; existen además otros dos cargos de origen propio y que son el alcalde que es el encargado de organizar las fiestas tradicionales y el secretario, que controla la documentación municipal.
Es uno de los pocos(si no es que el único) municipios que destacan por tener prohibida la propaganda electoral y política en vía pública, en todo lo que respecta al terreno de la cabecera municipal.

### Subdivisión administrativa
El municipio se divide en cuatro agencias municipales, que son: San José Chinantequilla, Santa María Ocotepec, Santiago Tepitongo, San Marcos Móctum y seis agencias de policía que son: San Francisco Jayacaxtepec, Santiago Amatepec, Santiago Jareta, Santa María Tiltepec,  Santa María Huitepec y San Miguel Metepec.

### Representación legislativa
Para la elección de diputados locales al Congreso del Estado de Oaxaca y de diputados federales a la Cámara de Diputados federal, Totontepec Villa de Morelos se encuentra integrado en los siguientes distritos electorales:
Local:
- Distrito electoral local de 10 de Oaxaca con cabecera en San Pedro y San Pablo Ayutla.[10]

Federal:
- Distrito electoral federal 4 de Oaxaca con cabecera en Tlacolula de Matamoros.[11]

## Enlaces
- Portal:Oaxaca. Contenido relacionado con Oaxaca.

- Datos: Q13422010
- Multimedia: Totontepec Villa de Morelos Municipality / Q13422010